# Dichromatos lilloanus
Dichromatos lilloanus är en insektsart som först beskrevs av Liebermann 1948.  Dichromatos lilloanus ingår i släktet Dichromatos och familjen gräshoppor. Inga underarter finns listade i Catalogue of Life.